# Quentin Lafargue
Quentin Lafargue (Maseras, 17 de novembre de 1990) és un ciclista francès especialista en pista. Ha obtingut nombrosos campionats, tant mundials com d'Europa, en categoria júnior i sub-23.

## Palmarès
- 2007
  -  Campió d'Europa júnior en Velocitat per equips (amb Charlie Conord i Thierry Jollet)
- 2008
  -  Campió del món júnior en Velocitat
  -  Campió del món júnior en Quilòmetre Contrarellotge
  -  Campió del món júnior en Velocitat per equips (amb Charlie Conord i Thierry Jollet)
  -  Campió d'Europa júnior en Velocitat
  -  Campió d'Europa júnior en Quilòmetre Contrarellotge
  -  Campió d'Europa júnior en Velocitat per equips (amb Charlie Conord i Thierry Jollet)
- 2010
  -  Campió d'Europa sub-23 en Quilòmetre Contrarellotge
  -  Campió de França en Quilòmetre Contrarellotge
- 2011
  -  Campió d'Europa sub-23 en Quilòmetre Contrarellotge
  -  Campió de França en Quilòmetre Contrarellotge
  -  Campió de França en Keirin
- 2012
  -  Campió d'Europa sub-23 en Quilòmetre Contrarellotge
  -  Campió de França en Keirin
- 2013
  -  Campió de França en Keirin
- 2014
  -  Campió de França en Velocitat
- 2015
  -  Campió de França en Velocitat
- 2016
  -  Campió d'Europa en Quilòmetre
  -  Campió de França en Velocitat
  -  Campió de França en Quilòmetre Contrarellotge
- 2017
  -  Campió d'Europa de Velocitat per equips (amb Benjamin Edelin i Sébastien Vigier)

### Resultats a laCopa del Món
- 2014-2015
  - 1r a Cali, en Velocitat per equips